# EA-4057
EA-4057 é um agente químico sintético de formulação C33H56Br2N6O4.